# Blue Ridge (Teksas)
Blue Ridge je grad u američkoj saveznoj državi Teksas. Prema popisu stanovništva iz 2010. u njemu je živjelo 822 stanovnika.